# Chariesthes congoensis
Chariesthes congoensis là một loài bọ cánh cứng trong họ Cerambycidae.